# 西田順一
西田 順一（にしだ じゅんいち、1975年4月18日- ）は、日本の運動心理学者。群馬大学教育学部保健体育講座准教授を経て、現在は近畿大学に勤めている。専門領域は水泳学。宮崎県出身。

## 略歴・人物
- 1975年5月　宮崎県で出生

現在に至る。特技は水泳。独特の九州訛りが特徴である。その重低音ボイスに魅了される学生も少なくない。

## 研究分野
運動心理学
（組織キャンプ体験が児童のメンタルヘルスに及ぼす効果）
- スポーツ科学
- 公衆衛生学・健康科学
- 社会心理学
- 児童の身体活動とメンタルヘルスとの関連
- スポーツ科学

（子どものメンタルヘルスと自然環境と関係）

## 著書・論文

### 著書
- 『体育科教育　2月号』（大修館書店、2010年）
- 『スポーツ心理学事典』（大修館書店、2008年）
- 『キャンプのものさし』（社団法人日本キャンプ協会、2006年）
- 『身体活動の増強および運動継続のための行動変容マニュアル』（ブックハウスエイチディ、2005年）
- 『教養としてのスポーツ心理学』（大修館書店、2005年）
- 『体育の科学』（杏林書院、2005年）

### 論文
- 『初年次学生の社会的スキル改善・向上を意図した大学体育実技の心理社会的有効性』（大学体育学、2009年）
- 『「大福帳」を用いて対人コミュニケーションスキル支援を意図した大学体育実技が初年次学生の大学適応感に及ぼす影響』（大学体育学、2009年）
- 『前橋市大胡地区における健康づくりシステムについての研究―生活習慣病予防プログラムサービスと健康評価の一体化から―』（群馬大学教育学部紀要　芸術・技術・体育・生活科学編、2009年）
- 『水分摂取量の違いが登山時の血圧に及ぼす影響』（登山医学、2006年）
- 『組織キャンプ体験に伴う日常生活における身体活動量およびTV視聴時間への影響』（体育学研究、2005年）
- 『組織キャンプ体験に伴うメンタルヘルス変容の因果モデル―エンジョイメントを媒介とした検討―』（教育心理学研究、2005年）
- 『完全学校週5日制に対応したスポーツ・野外活動経験が生きる力に及ぼす影響について』（九州女子大学紀要、2005年）
- 『組織キャンプ体験が母子関係に与える影響 ―ソーシャルサポート感の変化に着目して―』（野外教育研究、2004年）
- 『通信を用いた介入が非監視下のウォーキング継続へ及ぼす効果 ―快適自己ペースおよび運動継続化の螺旋モデルの適用―』（九州体育・スポーツ学研究、2004年）
- 『組織キャンプ体験が児童のメンタルヘルスに及ぼす効果：特に自己決定感を中心として』（スポーツ心理学研究、2003年）
- 『心拍数度数分布による登山時の生体負担度の評価』（疲労と休養の科学、2003年）
- 『児童用精神的健康パターン診断検査の作成とその妥当性の検討』（健康科学、2003年）
- 『児童用組織キャンプ体験評価尺度の作成および信頼性・妥当性の検討』（野外教育研究、2002年）
- 『組織キャンプ体験による児童の社会的スキル向上効果』（野外教育研究、2002年）

## 所属学会
- 日本体育学会
- 日本スポーツ心理学会
- 日本健康心理学会
- 日本野外教育学会
- 日本教育心理学会
- 日本ストレスマネジメント学会